# Szentistváncoborfalva
Szentistváncoborfalva (1888-ig Popudin és Mocsidlán, szlovákul Popudinské Močidľany) község Szlovákiában, a Nagyszombati kerületben, a Szakolcai járásban. Szentistvánfalva és Coborfalva egyesítésével jött létre.

## Fekvése
Szakolcától 10 km-re délre található.

## Története

### Szentistvánfalva
Szentistvánfalvát 1392-ben "Popudym" néven említik először. Berencs várának uradalmához tartozott, később a saskői és holicsi uradalom része volt. A 17. században habánok telepedtek le a faluban, akik fazekassággal foglalkoztak. 1730 és 1773 között a falu a szakolcai jezsuiták birtoka, később a holicsi uradalom része, így a Habsburg család birtoka. 1715-ben 17 ház állt a faluban, melynek neve a 18. században Szentistvánkirályfalva volt. 1828-ban 52 házában 448 lakos élt.
Vályi András szerint "POPUDIN. Tót falu Nyitra Vármegyében, földes Ura a’ F. Tsászár, lakosai katolikusok, és másfélék is, fekszik Holicsnak szomszédságában, mellynek filiája, ’s határja is hozzá hasonlító." 
Fényes Elek szerint "Popudin, tót falu, Nyitra vmegyében, ut. post. Holicshoz 3 fertály órányira: 311 kath., 131 zsidó lak. F. u. ő cs. k. felsége."
Nyitra vármegye monográfiája szerint "Szent-Istvánfalu, Holicstól délkeletre, 7 kmre. Lakosainak száma 365. Ezeknek nagyobb része tótajku és r. kath. vallásu. Magyar- és németajku, továbbá ág. ev. és izr. vallásu csak kevés van köztük. Posta-, táviró- és vasúti állomása Holics. Kath. temploma 1831-ben épült. A Rákóczy-szabadságharcz alkalmával e község határában két ízben volt ütközet. A lakosok gyakran találnak régi pénzeket és érmeket, leginkább az Árpád-házi királyok idejéből, továbbá Zsigmond lengyel királytól, I. Lipóttól és Bethlen Gábor fejedelemtől. Földesurai gyakran változtak. Ezek voltak a Fehérváryak, Majthényiak, Tersztyánszkyak, Pallachovicsok és Gersichek. A községet hajdanta magyarok lakták." 

### Coborfalva
Coborfalvát 1392-ben "Mochilan" alakban említik és a holicsi uradalom része volt. 1730 és 1773 között a szakolcai jezsuita kolostorhoz tartozott, később szintén Habsburg birtok lett. A 18. században Czoborfalva néven szerepel az írásos dokumentumokban. 1715-ben 10 jobbágy és 13 zsellércsalád élt a faluban. 1828-ban 64 házában 520 lakos élt. A címere Szent István királyt ábrázolja, a község pecsétje 1777-ből ismert.
Vályi András szerint "MOCSIDLAN. Tót falu Nyitra Várm. földes Ura a’ F. Király, lakosai katolikusok, fekszik Holicshoz nem meszsze, és annak filiája, határja ollyan mint Vidováné." 
Fényes Elek szerint "Mocsidlán, tót falu, Nyitra vmegyében. Ut. p. Holics mellett; 481 kath., 18 zsidó. F. u. ő cs. kir. felsége."
Nyitra vármegye monográfiája szerint "Czoborfalu, a Chvojnicza-völgyben, Holicstól délkeletre, 7 km.-re fekvő tót község, 461 r. kath. és ág. ev. lakossal, kik közt a r. katholikusok száma túlnyomó. Posta-, táviró- és vasúti állomása Holics. Kath. temploma 1793-ban épült. II. Rákóczy Ferencz fejedelem itt vívta egyik csatáját a császáriak ellen. A községet két ízben nagy csapás érte. A mult század elején a döghalál pusztított itt, 1883-ban pedig teljesen leégett. Úgy a faluban, mint határában gyakran találnak régi pénzeket, I. Lipót királytól, II. Rákóczy Ferencztől, Bethlen Gábor fejedelemtől és Frigyes pfalzi választófejedelemtől. Földesurai a Révayak és Czoborok voltak; ezektől Mária Terézia idejében a királyi család birtokába ment át, melynek ma is tulajdona." 
A trianoni békeszerződésig mindkét falu Nyitra vármegye Szakolcai járásához tartozott. A két települést 1954-ben egyesítették.

## Népessége
| Év:            | 1994. | 2004.   | 2014.   | 2024.   |
| -------------- | ----- | ------- | ------- | ------- |
| Emberek száma: | 829   | 908     | 921     | 990     |
| Eltérés:       |       | +9,52 % | +1,43 % | +7,49 % |

| Év:            | 2023. | 2024.   |
| -------------- | ----- | ------- |
| Emberek száma: | 979   | 990     |
| Eltérés:       |       | +1,12 % |

1910-ben Szentistvánfalvának (Popudiny) 392, Coborfalvának (Močidľany) 460, túlnyomórészt szlovák lakosa volt.
2001-ben 843 lakosából 834 szlovák volt.
2011-ben 917 lakosából 898 szlovák.

## Nevezetességei
- Szentistvánfalva római katolikus temploma 1831-ben épült, Szent István király tiszteletére, barokk-klasszicista stílusban.
- Coborfalva római katolikus temploma 1802-ben épült klasszicista stílusban, Szent Simon és Júdás apostolok tiszteletére. Előtte az első világháborús hősi emlékmű látható. Coborfalva szakrális emléke még Szent Orbán szobra.

## Külső hivatkozások
- Hivatalos oldal
- E-obce.sk Archiválva 2008. szeptember 20-i dátummal a Wayback Machine-ben
- Községinfó
- A község Szlovákia térképén
- A község a régió honlapján